# Batman: The Telltale Series
A Batman: The Telltale Series epizodikus kalandjáték, melynek főszereplője Batman, a DC Comics által alkotott népszerű szuperhős. A játék 2016 augusztusában jelent meg, melyhez 2016 decemberéig további négy epizódot jelentettek meg. A játékot a Telltale Games fejlesztette, a Warner Bros. közreműködésével.
A játék az első olyan Telltale által készített játék, amely tartalmazza a Crowd Play játékmódot. Ennek segítségével egyszerre több játékos tud döntéseket hozni okostelefonon keresztül. A játék összesíti a beérkezett szavazatokat, majd a legtöbb szavazatot kapott döntést hajtja végre. A Crowd Play funkciót 4-12 játékosra tervezték.

## Szereplők
- Batman / Bruce Wayne - Troy Baker
- Macskanő / Selina Kyle - Laura Bailey
- Kétarc / Harvey Dent - Travis Willingham
- Lady Arkham /Victoria Arkham / Vicki Vale - Erin Yvette
- Alfred Pennyworth - Enn Reitel
- Lucius Fox - Dave Fennoy
- James Gordon - Murphy Guyer
- Carmine Falcone - Richard McGonagle
- Renee Montoya - Krizia Bajos
- Pingvin / Oswald"Oz" Cobblepot  - Jason Spisak
- John Doe - Anthony Ingruber

## Epizódlista
|  | Alább a cselekmény részletei következnek! |

| # | Cím                                        | Rendező          | Író                                                                              | Premier              |
| --- | ------------------------------------------ | ---------------- | -------------------------------------------------------------------------------- | -------------------- |
| 1. | "Realm Of Shadows" (Az Árnyak világa)      | Kent Mudle       | Zack Keller, Patrick Kevin Day, Shanon Ingles, Nicole Martinez, & James Windeler | 2016. augusztus 2.   |
| Az epizód elején Batman összecsap egy csapat zsoldossal, majd Macskanővel egy titokzatos adattárolóért. A megszerzését követően Batman rögtön elkezdi az adattároló alaposan kódolt tartalmát feltárni. Eközben, a fiatal Bruce Wayne adománygyűjtő estet tart Harvey Dent-nek, mikor a legendás bűnöző-üzletember, Carmione Falcone hirtelen megjelenik. Falcone célja, hogy szövetséget kössön a Wayne-el. Később Bruce találkozik egy régi barátjával, Oz-zal (Oswald), aki egy közelgő felkelésről beszél Gothamben, és figyelmezteti, hogy a jó oldalra álljon, amikor az idő elérkezik. Később, egy ismeretlen forrás bizonyítékokat tár fel a médiának, miszerint a Wayne család és a Falcone üzleti kapcsolatban állnak egymással, bár Bruce szerint ez egy átverés, hogy Dent esélyeit csökkentsék a választásokon. Bruce később találkozik Selina Kyle-al, és rögtön felismerik egymást az előző estén ejtett sebekről. Selina visszaköveteli az előző este elvett adattárolót, ám Bruce nem hajlandó visszaadni magyarázat nélkül. Később kiderül, hogy Selina különböző klienseknek dolgozik, és Bruce kényszerítésére belemegy, hogy Batman menjen helyette kézbesíteni. A helyszínre érkezéskor azonban csak egy robbanás maradványait, és a holttesteket találja. Ezenkívül a helyszínen talál még egy mesterlövészt, aki részt vett a gyilkolásban. Miután megfenyegette, a mesterlövész bevallotta, hogy Falcone bízta meg egy bizonyos anyag megszerzésének céljából. Az adattároló dekódolása után Bruce különböző bizonyítékokat talál Falcone ellen, melyet Hill polgármester gyűjtött össze az üzletember ellen, és az adatokat a játékos döntésétől függően Vicki Vale újságírónak, avagy James Gordon rendőrnagynak adja. Batman később megtámadja, és felelősségre vonja Falcone-t, aki bevallja, hogy az ő műve a robbanás, mivel a anyagokat ő szállította. Ezután pedig elmondja, hogy a Wayne család áll az egész mögött, mivel ők a legnagyobb bűnözők Gothamben. Bizonyítékként Falcone mutat egy képet, melyen ő és Thomas és Martha Wayne láthatóak. Batman csalódottan, és mérgében visszatér a barlangba, ahol magyarázatot követel Alfred-tól. |                                            |                  |                                                                                  |                      |
| 2. | "Children Of Arkham" (Az Arkham gyermekei) | Jonathan Stauder | James Windeler, Patrick Kevin Day, Andrew Hanson, Shanon Ingles & Megan Thornton | 2016. szeptember 20. |
| Alfred bevallja, hogy a Wayne család valóban összefogott Falcone-vel és Hill polgármesterrel, hogy együtt irányítsák Gotham városát, így biztosítva a fiatal Bruce jövőjét. Bruce megpróbál visszaemlékezni arra az estére, amikor a szüleit megölték. Ekkor rájön, hogy nem egy rablás, hanem egy eltervezett gyilkosság történt. Ezután másnap kérdőre vonja a letartóztatott Falcone-t, viszont ő tagadja, hogy meg akarta volna öletni a szüleit. Hirtelen Montoya rendőrőrmester beront a kórterembe, és lelövi a bűnöző-üzletembert. Később kiderül, hogy Montoya valamilyen szer hatása alatt volt, és ezért vetkőzte le a gátlásait. Bruce szerint Cobblepot áll emögött (mostantól Pingvin), és megpróbálja megtalálni, miközben kiderül, hogy Pingvin tervei között szerepel Macskanő megöletése. Bruce egy találkozóra hívja Selinát, hogy figyelmeztesse őt, viszont hirtelen egy bűnöző csoport állít be, és nagy csetepaté veszi kezdetét. Később Batman talál egy hangüzenetet, mely bizonyítja hogy Hill és Cobblepot együtt dolgozik, ezért Bruce vagy Batman(a játékos eldöntheti, hogy melyik szereplővel szeretné folytatni a játékot) kérdőre vonja a polgármestert. Hill bevallja, hogy ő a felelős a információért, miszerint a Wayne család korrupt, hogy így tegye tönkre Dent kampányát, és továbbra is bizonygatja, hogy a Wayne és Falcone család valóban partnerek voltak. Batman tudja, hogy Cobblepot majd leárulja Hill-t, ezért összefog Macskanővel, és a nyilvános fórumra igyekeznek, hogy megállítsák Pingvint és bandáját, ám sajnos elkésnek, és foglyul ejtették a két polgármester jelöltet. Pingvin elmondja, hogy ő az Arkham gyermekeihez tartozik, akiknek elsődleges céljuk, hogy felfedjék, és megszüntessék a korrupciót a városban. Ezután mutatnak egy videót, melyen Thomas Wayne az Arkham elmegyógyintézetben megöleti Cobblepot édesanyját. Hill véletlenül bevallja, hogy ő a felelős a Wayne család gyilkosságáért. Batmannek később el kell döntenie, hogy Harvey-t, vagy Macskanőt menti meg. Ha Harvey-t menti meg, akkor Macskanőt meglövik, és ezután elmenekül a helyszínről. Ha Macskanőt menti meg, akkor Pingvin megégeti Harvey arcát, és Macskanőt a Wayne villába viszik. Később az Arkham gyermekei felfedik a teljes listáját az áldozatoknak, akiket Thomas Wayne az Arkham elmegyógyintézetbe kényszerített, így tovább taposva a Wayne család hírnevét. |                                            |                  |                                                                                  |                      |
| 3. | "New World Order" (Az új világrend)        |                  |                                                                                  | 2016. október 25.    |
| 4. | "Guardian Of Gotham" (Gotham védelmezője)  |                  |                                                                                  | 2016. november 22.   |
| 5. | "City of Lights" (A fények városa)         |                  |                                                                                  | 2016. december 13.   |

|  | Itt a vége a cselekmény részletezésének! |